# Maneater (игра)
Maneater — экшн-RPG, разработанная и изданная студией Tripwire Interactive. Игра была выпущена на платформах Microsoft Windows, PlayStation 4 и Xbox One 22 мая 2020 года, Xbox Series X/S и PlayStation 5 в ноябре 2020 года, а выпуск игры на Nintendo Switch назначен на первую половину 2021 года. Игрок управляет акулой, которой необходимо эволюционировать и выжить в открытом мире, в конечном итоге отомстить рыбаку, изуродовавшему её в детстве и убившему её мать.

## Игровой процесс
Maneater является экшн-RPG с видом от третьего лица. Игрок управляет детёнышем тупорылой акулы, желающим отомстить охотнику на акул Большому Питу, убившему мать акулёнка и изуродовавшему его самого. У акулы есть несколько базовых атак, среди которых — таран врагов, выталкивание их из воды и хлёсткий удар хвостом для оглушения противников. Также игрок может использовать окружение для получения преимущества в битве, например, воспользовавшись меч-рыбой в качестве копья. Акула должна охотиться на других обитателей подводного мира, вроде рыбы и черепах, и поглощать их для получения питательных веществ — в основном, протеина, жиров, минералов и редких мутагенов. Также игрок может сеять хаос среди людей, атакуя их на пляже, затопляя яхты и корабли и выталкивая людей с водных лыж. Как только акула собирает достаточное количество питательных веществ, ей требуется заплыть в подводный грот для разблокировки новых способностей и увеличения размеров, что позволит ей охотиться на более крупных и опасных существ. Акула будет медленно эволюционировать во взрослого мегалодона, а у игроков есть возможность приобретать продвинутые улучшения и элементы кастомизации — такие как костяные накладки, призрачная броня и электромагнитные всплески, приобретаемые для дальнейшего усиления боевых способностей акулы.
Играя за акулу, игрок может свободно исследовать открытый мир Порта Кловиса в стиле GTA, состоящего из семи регионов. У игрока есть возможность находить скрытые достопримечательности и выполнять побочные активности. В каждом регионе есть свои хищники, которые будут нападать на акулу, — такие как щуки-маскинонги, барракуды, аллигаторы, кашалоты, косатки и другие акулы; кроме того, там находятся сверххищники, которые также попытаются убить акулу. Сверхищниками являются более крупные и слегка отличающиеся внешне виды — например, большая барракуда, мако, миссисипский аллигатор, гигантская акула-молот или белая акула, — победа над которыми откроет для игрока особые умения. Мир реагирует на действия игрока: чем больше хаоса создаёт акула, тем больше охотников за головами будет на неё охотиться. Если акуле удастся убить десятерых главных охотников, являющихся именованными персонажами, она получит дополнительную награду. Действия, происходящие в игре, будут комментироваться ведущим внутриигрового реалити-телешоу, названного Maneaters vs. Sharkhunters и озвученного Крисом Парнеллом.

## Сюжет
Съёмочная группа реалити-телешоу снимает опытного каджунского охотника на акул Пьера «Большого Пита» ЛеБланка и его сына Кайла во время охоты с гарпуном на взрослую тупорылую акулу. Им удаётся схватить акулу после того, как та устраивает череду нападений на пляже. Выясняется, что акула была беременна, и съёмочная группа с шоком наблюдала, как Большой Пит вырезает молодую акулу, наносит на неё метку ножом, чтобы опознать позже, и отпускает в море, теряя в процессе правую руку.
Молодая акула растёт по мере поедания рыбы, водных млекопитающих и рептилий, людей и суперхищников. Со временем другие охотники на акул начинают охотиться на помеченную акулу, но та убивает их и съедает. Тем временем на лодке Большого Пита, «Королеве каджунов», нарастает напряжённость между ним и его сыном, утверждающим, что отец Большого Пита был убит мегалодоном, хотя данный вид акул считался вымершим более двух миллионов лет назад. Со временем они обнаруживают акулу и пытаются убить её. Они пытаются зажарить акулу заживо после того как та откусывают левую ногу Большого Пита, однако акула ускользает и происходит взрыв, в результате которого Кайл погибает, «Королева каджунов» тонет, а Большой Пит остаётся изуродованным.
Акула продолжает расти. Съёмочная группа высказывает озабоченность состоянием рассудка Большого Пита после потери Кайла, который готовит всё более и более экстремальные меры для убийства акулы. Со временем он ремонитрует и вооружает старый боевой корабль PT 522 своего отца. Он нападает на съёмочную группу после того, как та пытается отговорить его, и отправляется убить акулу, эволюционировавшей до девятиметровой мега-акулы. В конечном итоге акула одерживает верх над Большим Питом, который напоследок устраивает взрыв, в надежде убить акулу, но та выживает и продолжает заниматься своими акульими делами.

## Разработка
Игра была разработана студией Blindside Interactive совместно с издателем Tripwire Interactive. Ведущим продюсером игры выступал Алекс Квик, ранее работавший над соревновательной многопользовательской игрой Depth, в которой игрок принимал управление либо над акулой, либо над водолазом, и они сражались друг с другом. Изначально игра задумывалась как дополнение к Depth, однако со временем она стала самостоятельным продуктом — после того как часть команды откололась и начала работать над одиночным приключением, построенном на геймплейных системах Depth. При разработке игры команда вдохновлялась Jaws Unleashed, а также другими экшн-RPG вроде Deus Ex и Dishonored. По словам Джона Гибсона, президента Tripwire, команда всегда хотела создавать игры с открытым миром наподобие Far Cry и The Legend of Zelda: Breath of the Wild, однако желала, чтобы их взгляд на жанр был «абсолютно новым и уникальным». Боевая система была вдохновлена Punch Out!! и Dark Souls — игроку необходимо думать тактически и разгадывать паттерны атак оппонента.
Maneater была анонсирована 11 июня 2018 года свежесозданным издательским подразделением Tripwire, которое предоставило игре финансирование, маркетинг и помощь в разработке. За физические копии игры отвечал издатель Deep Silver. Первый трейлер игры был показан на Electronic Entertainment Expo 2018 во время PC Gaming Show. Maneater была выпущена во всём мире на Microsoft Windows (через Epic Games Store), PlayStation 4 и Xbox One 22 мая 2020 года. Версию для Nintendo Switch первоначально планировалось выпустить в 2020 году, однако позднее она была перенесена на первую половину 2021.

## Критика
| Сводный рейтинг    | Сводный рейтинг                        |
| Агрегатор          | Оценка                                 |
| ------------------ | -------------------------------------- |
| Metacritic         | (PC) 70/100 (PS4) 68/100 (XONE) 71/100 |
| Иноязычные издания |                                        |
| Издание            | Оценка                                 |
| Destructoid        | 7/10                                   |
| Edge               | 5/10                                   |
| GameRevolution     | 6/10                                   |
| GameSpot           | 7/10                                   |
| IGN                | 7,0/10                                 |
| PC Gamer (US)      | 65/100                                 |

Maneater получила «смешанные или средние» отзывы критиков согласно агрегатору рецензий Metacritic. Средний балл игры на ПК составил 70 из 100 на основе 44 рецензий, на PS4 — 68 балла из 100 на основе 34 рецензий, а на Xbox One — 71 балл из 100 на основе 33 рецензий.